# ドカベン
『ドカベン』は、水島新司の日本の野球漫画、およびそれを原作としたアニメ・映画・ゲーム作品。『週刊少年チャンピオン』（秋田書店）にて、1972年から1981年まで連載された。2020年11月時点で単行本の累計発行部数は4800万部を記録している。

## 概要
神奈川県の明訓高校野球部に所属する主人公の「ドカベン」こと山田太郎と、同級生でチームメイトの岩鬼正美、殿馬一人、里中智、微笑三太郎などのライバル達の高校野球での活躍を描く。
ただ、連載初期に描かれた中学時代では山田、岩鬼、山田の妹サチ子の3人を主軸とし、鷹丘中学を舞台とした柔道漫画だった（この部分は実写版映画で忠実に再現された。山田はストーリー中で柔道部から野球部に移籍している）。単行本7巻目に至り、野球漫画へ方向転換する。元々野球漫画として描く計画だったようで、野球をやることへの伏線は最初から張られている。作者は「当時ライバル誌に『男どアホウ甲子園』で同じく野球作品を連載していたため控えていた」と雑誌のインタビューで答えている。
当時魔球などの超人的・非現実的要素の多かった野球漫画にあって、配球の読みなどのリアルな野球の描写を盛り込んだことは斬新で、躍動感のある水島独特の画風も手伝って野球漫画の新境地を開拓した。漫画評論家の夏目房之介は、「いわゆるスポ根の事大主義、精神主義が水島野球劇画にないわけではない。むしろ逆である。しかし彼の作品がスポ根から一線を画するのは、キャラクターのドラマを必殺技から救ったからだ。」と指摘している。
また水島によれば、本作品以前はヒット作に恵まれていなかったものの、本作品では前述の岩鬼を主人公の山田に絡ませたことで物語が大きく展開してヒットに繋がり、さらに里中、殿馬の登場時にはそれまで自分の作品には恵まれなかった女性ファンが倍増したという。
続編に『大甲子園』、『ドカベン プロ野球編』、『ドカベン スーパースターズ編』、『ドカベン ドリームトーナメント編』がある。ドリームトーナメント編の終了を以てドカベンシリーズが完全完結した。全シリーズを含めた総巻数は205巻で、シリーズ累計としては作品終了時点で日本で最も巻数の多い作品となり、作品をきっかけにプロになった選手も多いと言われている。

## 時代設定
山田が明訓高校に入学した年の夏の甲子園大会は、1974年の「第56回全国高等学校野球選手権大会」だった（アニメ版では、1977年の「第59回全国高等学校野球選手権大会」）。ただし、以降の大会では第何回かは明記されておらず、必ずしも1974年から1976年の高校野球・プロ野球界を反映したものではない。岩鬼家が倒産の危機に瀕した際、大阪ガメッツが岩鬼をスカウトに来るなど、架空の設定も多く含まれている。以下、作中の時代設定に関する描写を挙げる。
- 山田世代が高校1年夏にいわき東高校と対戦したとき、常磐炭鉱の閉山が背景にあったが、これは1971年から[6]1976年ごろになる。
- 山田世代の高校2年夏に犬飼小次郎が南海に入団するが、その時の監督は1978年から1980年まで務めていた広瀬叔功。作中の日本ハム対南海戦の日本ハムの出場メンバーに、1979年のみ在籍したサム・ユーイングがおり、1979年と推測される。
- 高1秋の関東大会は会場が千葉（銚子）で、高2秋の関東大会は埼玉（大宮）で行われている。実際には1972、1973年に開催されていた。ということは山田世代の高校時代は1972から1974年までということになる。
- 山田世代は高校3年夏に、1978年春開場の横浜スタジアムで試合を行っている。

『ドカベン プロ野球編』（1995年 - ）以降は現実の時間と並行して展開しているため、小次郎のホークス入団など、作中の話が全て1990年代初めに設定し直されている。

## 書誌情報

### 単行本
- 水島新司 『ドカベン』 秋田書店〈少年チャンピオンコミックス〉、全48巻
  1. 1972年10月21日発売[7]、ISBN 4-253-03063-7
  2. 1973年2月28日発売[8]、ISBN 4-253-03064-5
  3. 1973年6月15日発売[9]、ISBN 4-253-03065-3
  4. 1973年9月28日発売[10]、ISBN 4-253-03066-1
  5. 1973年12月18日発売[11]、ISBN 4-253-03067-X
  6. 1974年3月12日発売[12]、ISBN 4-253-03068-8
  7. 1974年5月17日発売[13]、ISBN 4-253-03069-6
  8. 1974年7月15日発売[14]、ISBN 4-253-03070-X
  9. 1974年9月17日発売[15]、ISBN 4-253-03071-8
  10. 1974年10月11日発売[16]、ISBN 4-253-03072-6
  11. 1974年11月7日発売[17]、ISBN 4-253-03073-4
  12. 1974年12月12日発売[18]、ISBN 4-253-03074-2
  13. 1974年12月19日発売[19]、ISBN 4-253-03075-0
  14. 1975年1月23日発売[20]、ISBN 4-253-03076-9
  15. 1975年3月20日発売[21]、ISBN 4-253-03077-7
  16. 1975年4月25日発売[22]、ISBN 4-253-03078-5
  17. 1975年6月30日発売[23]、ISBN 4-253-03079-3
  18. 1975年8月11日発売[24]、ISBN 4-253-03080-7
  19. 1975年10月13日発売[25]、ISBN 4-253-03081-5
  20. 1975年12月10日発売[26]、ISBN 4-253-03082-3
  21. 1976年3月4日発売[27]、ISBN 4-253-03083-1
  22. 1976年5月20日発売[28]、ISBN 4-253-03084-X
  23. 1976年9月2日発売[29]、ISBN 4-253-03085-8
  24. 1976年11月10日発売[30]、ISBN 4-253-03086-6
  25. 1977年1月11日発売[31]、ISBN 4-253-03087-4
  26. 1977年3月4日発売[32]、ISBN 4-253-03088-2
  27. 1977年4月7日発売[33]、ISBN 4-253-03089-0
  28. 1977年7月6日発売[34]、ISBN 4-253-03090-4
  29. 1977年10月5日発売[35]、ISBN 4-253-03091-2
  30. 1977年12月15日発売[36]、ISBN 4-253-03092-0
  31. 1978年3月18日発売[37]、ISBN 4-253-03093-9
  32. 1978年4月27日発売[38]、ISBN 4-253-03094-7
  33. 1978年7月6日発売[39]、ISBN 4-253-03095-5
  34. 1978/年9月6日発売[40]、ISBN 4-253-03096-3
  35. 1978年2月5日発売[41]、ISBN 4-253-03097-1
  36. 1979年3月6日発売[42]、ISBN 4-253-03098-X
  37. 1979年4月20日発売[43]、ISBN 4-253-03099-8
  38. 1979年6月5日発売[44]、ISBN 4-253-03100-5
  39. 1979年8月2日発売[45]、ISBN 4-253-03101-3
  40. 1979年11月7日発売[46]、ISBN 4-253-03102-1
  41. 1980年1月22日発売[47]、ISBN 4-253-03103-X
  42. 1980年4月2日発売[48]、ISBN 4-253-03104-8
  43. 1980年6月4日発売[49]、ISBN 4-253-03105-6
  44. 1980年8月1日発売[50]、ISBN 4-253-03106-4
  45. 1980年10月2日発売[51]、ISBN 4-253-03107-2
  46. 1980年11月28日発売[52]、ISBN 4-253-03108-0
  47. 1981年1月30日発売[53]、ISBN 4-253-03109-9
  48. 1981年3月31日発売[54]、ISBN 4-253-03110-2

### 豪華版
- 水島新司 『ドカベン』 秋田書店〈豪華版シリーズ〉、全21巻
  1. 1989年4月13日発売[55]、ISBN 4-253-10234-4
  2. 1989年5月25日発売[56]、ISBN 4-253-10235-2
  3. 1989年7月28日発売[57]、ISBN 4-253-10236-0
  4. 1989年10月2日発売[58]、ISBN 4-253-10237-9
  5. 1990年2月15日発売[59]、ISBN 4-253-10238-7
  6. 1990年4月2日発売[60]、ISBN 4-253-10239-5
  7. 1990年5月25日発売[61]、ISBN 4-253-10240-9
  8. 1990年6月14日発売[62]、ISBN 4-253-10241-7
  9. 1990年7月26日発売[63]、ISBN 4-253-10242-5
  10. 1990年8月23日発売[64]、ISBN 4-253-10243-3
  11. 1990年9月21日発売[65]、ISBN 4-253-10244-1
  12. 1990年10月18日発売[66]、ISBN 4-253-10245-X
  13. 1990年11月26日発売[67]、ISBN 4-253-10246-8
  14. 1990年12月17日発売[68]、ISBN 4-253-10247-6
  15. 1991年1月24日発売[69]、ISBN 4-253-10248-4
  16. 1991年2月28日発売[70]、ISBN 4-253-10249-2
  17. 1991年3月28日発売[71]、ISBN 4-253-10250-6
  18. 1991年4月24日発売[72]、ISBN 4-253-10251-4
  19. 1991年5月16日発売[73]、ISBN 4-253-10252-2
  20. 1991年6月27日発売[74]、ISBN 4-253-10253-0
  21. 1991年7月26日発売[75]、ISBN 4-253-10254-9

### 文庫版
- 水島新司 『ドカベン』 秋田書店〈秋田文庫〉、全31巻
  1. 1994年7月14日発売[76]、ISBN 4-253-17041-2
  2. 1994年7月14日発売[77]、ISBN 4-253-17042-0
  3. 1994年7月14日発売[78]、ISBN 4-253-17043-9
  4. 1994年7月14日発売[79]、ISBN 4-253-17044-7
  5. 1994年7月14日発売[80]、ISBN 4-253-17045-5
  6. 1994年7月14日発売[81]、ISBN 4-253-17046-3
  7. 1994年10月28日発売[82]、ISBN 4-253-17047-1
  8. 1994年10月28日発売[83]、ISBN 4-253-17048-X
  9. 1994年10月28日発売[84]、ISBN 4-253-17049-8
  10. 1995年1月26日発売[85]、ISBN 4-253-17050-1
  11. 1995年1月26日発売[86]、ISBN 4-253-17051-X
  12. 1995年1月26日発売[87]、ISBN 4-253-17052-8
  13. 1995年3月10日発売[88]、ISBN 4-253-17053-6
  14. 1995年3月10日発売[89]、ISBN 4-253-17054-4
  15. 1995年3月10日発売[90]、ISBN 4-253-17055-2
  16. 1995年5月10日発売[91]、ISBN 4-253-17056-0
  17. 1995年5月10日発売[92]、ISBN 4-253-17057-9
  18. 1995年5月10日発売[93]、ISBN 4-253-17058-7
  19. 1995年7月9日発売[94]、ISBN 4-253-17059-5
  20. 1995年7月10日発売[95]、ISBN 4-253-17060-9
  21. 1995年9月9日発売[96]、ISBN 4-253-17061-7
  22. 1995年9月9日発売[97]、ISBN 4-253-17062-5
  23. 1995年11月10日発売[98]、ISBN 4-253-17063-3
  24. 1995年11月10日発売[99]、ISBN 4-253-17064-1
  25. 1996年1月10日発売[100]、ISBN 4-253-17065-X
  26. 1996年1月10日発売[101]、ISBN 4-253-17066-8
  27. 1996年3月8日発売[102]、ISBN 4-253-17067-6
  28. 1996年3月8日発売[103]、ISBN 4-253-17068-4
  29. 1996年5月10日発売[104]、ISBN 4-253-17069-2
  30. 1996年5月10日発売[105]、ISBN 4-253-17070-6
  31. 1996年7月10日発売[106]、ISBN 4-253-17071-4

## テレビアニメ

### 概要
テレビアニメ版は1976年10月6日から1979年12月26日にフジテレビ系列で放送された。のちにCS放送フジテレビ739で再放送された。全163話。
アニメ化された時点で既に野球漫画として人気があったため、アニメ版では序盤の柔道編が短縮された。テレビアニメは原作連載の約2倍のペースで進行し、結果追いついてしまったため高2夏の弁慶高校戦敗退時点で終了している。なお、アニメオリジナルシーンもいくつか存在する（山田と岩鬼の初対面シーンで夏子が出ているなど）。

### キャスト
- 山田太郎：田中秀幸
- 岩鬼正美：玄田哲章
- 殿馬一人：肝付兼太
- 里中智：神谷明
- 微笑三太郎、坂田三吉：安原義人
- 土井垣将：森功至
- 山岡鉄司：佐藤輝昭→千葉繁
- 石毛幸一：中野文吾
- 北満男：池田一臣
- 今川正夫：千葉繁
- 渚圭一：古川登志夫
- 高代智秋：水島裕
- 徳川家康：野本礼三
- 山田サチ子：松島みのり
- じっちゃん：矢田稔
- 不知火守、平手：市川治
- 雲竜大五郎：大竹宏
- 土門剛介：大前田伝
- 谷津吾郎：塩屋翼
- 南海権左：和久井節緒
- 小林真司：井上真樹夫
- 影丸隼人：津嘉山正種→池水通洋
- 中二美夫：田中亮一→田中崇
- 賀間剛介：桑原たけし
- 木下次郎：加藤春哉
- 国定忠治、隼走：塩沢兼人
- 犬飼小次郎、長島：伊武雅之
- 犬飼武蔵：兼本新吾
- 犬神了：八代駿
- 緒方勉、景浦秋男、義経光：納谷六朗
- 武蔵坊数馬：阪脩
- 夏川夏子、おつる：丸山裕子
- 明智先生：若本紀昭
- 猛司：石丸博也
- 大河内光：小宮山清
- 朝日奈麗子：横沢啓子
- 小林稔子：小山まみ

### スタッフ
- 原作：水島新司
- 企画：別所孝治（フジテレビ）、佐藤昭司
- 製作：本橋浩一
- 脚本：馬嶋満、田村多津夫
- 構成：岡部英二
- キャラクター設計：近藤英輔、小華和ためお
- 美術監督：河野次郎、半藤克美、千葉秀雄
- 撮影監督：黒木敬七→諫川弘→佐藤均→熊瀬哲郎→萩原享
- 音楽：菊池俊輔
- 音響効果：森賢一（イシダサウンド）
- 録音監督：斯波重治
- 録音制作：オムニバスプロモーション
- 録音調整：桑原邦男
- スタジオ：シネビーム
- 編集：岡安肇
- 現像所：東京現像所
- プロデューサー：渡辺忠美
- 制作協力：土田プロダクション
- 制作担当：柴山達雄
- 制作デスク：野崎絹代、岡迫和之
- 制作進行：別府幸司、小平正夫
- 制作事務：大島君江
- 制作：日本アニメーション、フジテレビ、電通大阪支社

### 主題歌・挿入歌

#### オープニング
「がんばれドカベン」（第1話 - 第106話）
作詞 - 水島新司、保富康午 / 作曲・編曲 - 菊池俊輔 / 歌 - こおろぎ'73
再放送用のオープニング映像では間奏で岩鬼がバットを捕ってから挿入される場面（石毛が打球を処理するなど）がカットされている。
ロイヤルナイツによるカヴァー版がアポロン音楽工業から1982年に発売されたカセット絵本に収録された。
「スポ根TVヒッツ!」（TECH-25111、テイチクエンタテインメント）に収録されているのはテレビサウンズ合唱団によるカヴァー版である。
「九人のマーチ」（第107話 - 第128話）
作詞 - 薩摩忠 / 作曲・編曲 - 菊池俊輔 / 歌 - 杉並児童合唱団
「青春フィーバー（コンバット・マーチ）」（第129話 - 第163話）
作詞 - 保富康午 / 作曲 - 菊池俊輔、三木佑二郎、牛島芳 / 編曲 - 菊池俊輔 / 歌 - コロムビア・オールスターズ（水木一郎、ささきいさお、堀江美都子、大杉久美子、かおりくみこ、こおろぎ'73）
前奏として早稲田大学の応援曲「コンバットマーチ」が使用されており、三木・牛島はその作曲者としてクレジットされている。
EDクレジットでは「青春フィバー」と誤記されている。
近年の再放送では「がんばれドカベン」のみ使用されることも多い。

#### エンディング
「ああ青春よいつまでも」（第1話 - 第106話）
作詞 - 保富康午 / 作曲・編曲 - 菊池俊輔 / 歌 - こおろぎ'73
「きみこそみんなのアイドルだ!」（第107話 - 第128話）
作詞 - 薩摩忠 / 作曲・編曲 - 菊池俊輔 / 歌 - こおろぎ'73、杉並児童合唱団
「太陽の子」（第129話 - 第163話）
作詞 - 保富康午 / 作曲・編曲 - 菊池俊輔 / 歌 - コロムビア・オールスターズ

#### 挿入歌
「ホームランソング」
作詞 - 保富康午 / 作曲・編曲 - 菊池俊輔 / 歌 - こおろぎ'73
「男は岩鬼」
作詞 - 保富康午 / 作曲・編曲 - 菊池俊輔 / 歌 - こおろぎ'73 / セリフ - 玄田哲章
「仲間たち」
作詞 - 保富康午 / 作曲・編曲 - 菊池俊輔 / 歌 - こおろぎ'73
「光る青春 今ここに」
作詞 - 水島新司 / 作曲・編曲 - 菊池俊輔 / 歌 - こおろぎ'73
「ああ甲子園」
作詞 - 保富康午 / 作曲 - 古関裕而 / 編曲 - 横山菁児 / 歌 - 日唱
「小さな巨人 里中くん」
作詞 - 保富康午 / 作曲・編曲 - 菊池俊輔 / 歌 - ザ・チャープス
「野球小唄」
作詞 - 保富康午 / 作曲・編曲 - 菊池俊輔 / 歌 - こおろぎ'73
「殿馬ずら」
作詞 - 保富康午 / 作曲・編曲 - 菊池俊輔 / 歌 - こおろぎ'73 / セリフ - 肝付兼太
挿入歌の初出は番組放送中に発売された主題歌・挿入歌LPで、「ああ甲子園」と「小さな巨人 里中くん」はシングルカットもされた。挿入歌のメロオケもBGMとして使われた。

### 各話リスト
| 話数 | 初回放送日     | サブタイトル                     | 脚本              | 絵コンテ     | 演出              | 作画監督                            |
| ---- | -------------- | -------------------------------- | ----------------- | ------------ | ----------------- | ----------------------------------- |
| 1    | 1976年 10月6日 | ドカベン太郎です! よろしく       | 田村多津夫        | 光延博愛     | 光延博愛 岡部英二 | 金沢比呂司                          |
| 2    | 10月13日       | 男岩鬼の葉っぱがゆれる!          | 馬嶋満            | 山崎修二     | 光延博愛 岡部英二 | 近藤英輔                            |
| 3    | 10月20日       | ワンツーストライクアウト!        | 田村多津夫        | 光延博愛     | 光延博愛 岡部英二 | 小華和ためお                        |
| 4    | 10月27日       | 逃げろ逃げろ逃げまくれ!          | 馬嶋満            | 山崎修二     | 光延博愛 岡部英二 | 金沢比呂司                          |
| 5    | 11月3日        | サンマの味が目にしみるデ!        | 田村多津夫        | 樋口雅一     | 光延博愛 岡部英二 | 木村圭市郎                          |
| 6    | 11月10日       | 帰る家がなくなったぁ!            | 田村多津夫        | 高たつま     | 光延博愛 岡部英二 | 川島彰                              |
| 7    | 11月17日       | これぞ! 花の一本背負いや         | 馬嶋満            | 水沢わたる   | 光延博愛 岡部英二 | 内山正幸                            |
| 8    | 11月24日       | サチ子! 兄ちゃんは勝つ           | 田村多津夫        | 三家本泰美   | 光延博愛 岡部英二 | 小華和ためお                        |
| 9    | 12月1日        | 山田! 柔道部をやめろ             | 田村多津夫        | 小華和ためお | 光延博愛 岡部英二 | 金沢比呂司                          |
| 10   | 12月8日        | 男の涙は熱いのです!              | 馬嶋満            | 石黒昇       | 光延博愛 岡部英二 | 木村圭市郎                          |
| 11   | 12月15日       | よみがえれ! ライバル             | 田村多津夫        | 樋口雅一     | 光延博愛 岡部英二 | 川島彰                              |
| 12   | 12月22日       | 山田! おまえは補欠や             | 馬嶋満            | 水沢わたる   | 光延博愛 岡部英二 | 内山正幸                            |
| 13   | 12月29日       | そろいもそろった鷹丘ナイン!      | 田村多津夫        | 山田茂雄     | 光延博愛 岡部英二 | 岡迫亘弘                            |
| 14   | 1977年 1月5日  | 岩鬼キャプテン猛ダッシュ!        | 馬嶋満            | 高たつま     | 光延博愛 岡部英二 | 岡迫亘弘                            |
| 15   | 1月12日        | おーよ! ピッチャーで四番ズラか?  | 田村多津夫        | 山崎修二     | 光延博愛 岡部英二 | 金沢比呂司                          |
| 16   | 1月19日        | 勇次君立て! ラストボールだ       | 田村多津夫        | 山崎修二     | 光延博愛 岡部英二 | 木村圭市郎                          |
| 17   | 1月26日        | サインプレイのサインはV?         | 田村多津夫 馬嶋満 | 樋口雅一     | 光延博愛 岡部英二 | 川島彰                              |
| 18   | 2月2日         | プレーボール! さあゆけ鷹丘中学   | 田村多津夫 馬嶋満 | 水沢わたる   | 光延博愛 岡部英二 | 林和男                              |
| 19   | 2月9日         | 出ました! 秘打白鳥の湖           | 田村多津夫 馬嶋満 | 三家本泰美   | 光延博愛 岡部英二 | 金沢比呂司                          |
| 20   | 2月16日        | ファウルファウル! 23球           | 田村多津夫 馬嶋満 | 光延博愛     | 光延博愛 岡部英二 | 岡迫亘弘                            |
| 21   | 2月23日        | 殿馬! 花のワルツでかっとばせ     | 田村多津夫 馬嶋満 | 小華和ためお | 光延博愛 岡部英二 | 木村圭市郎                          |
| 22   | 3月2日         | 同点か! ゲームセットか?!         | 田村多津夫 馬嶋満 | 渋市節       | 光延博愛 岡部英二 | 林和男                              |
| 23   | 3月9日         | ああ花の野球部大ピンチ!          | 田村多津夫 馬嶋満 | 樋口雅一     | 光延博愛 岡部英二 | 川島彰                              |
| 24   | 3月16日        | 鷹丘野球部よ! いつまでも         | 田村多津夫 馬嶋満 | 水沢わたる   | 光延博愛 岡部英二 | 近藤英輔                            |
| 25   | 3月23日        | 小さな巨人! 里中くん             | 田村多津夫 馬嶋満 | 水沢わたる   | 光延博愛 岡部英二 | 金沢比呂司                          |
| 26   | 3月30日        | 山田! 高校野球へ来い             | 田村多津夫 馬嶋満 | 近藤英輔     | 光延博愛 岡部英二 | 木村圭市郎                          |
| 27   | 4月6日         | ああ! 明訓野球新入部員           | 田村多津夫 馬嶋満 | 山谷光和     | 光延博愛 岡部英二 | 岡迫亘弘                            |
| 28   | 4月13日        | 男が泣いた! 酔いどれノック       | 田村多津夫 馬嶋満 | 渋市節       | 光延博愛 岡部英二 | 川島彰                              |
| 29   | 4月20日        | 葉っぱも泣いたゴボーヌキ!        | 田村多津夫 馬嶋満 | 樋口雅一     | 光延博愛 岡部英二 | 岡迫亘弘                            |
| 30   | 4月27日        | 初登板! 小さな巨人里中くん       | 田村多津夫 馬嶋満 | 小華和ためお | 光延博愛 岡部英二 | 金沢比呂司                          |
| 31   | 5月4日         | 二死満塁・バッター山田!          | 田村多津夫 馬嶋満 | 水沢わたる   | 光延博愛 岡部英二 | 木村圭市郎                          |
| 32   | 5月11日        | 見たか! 男岩鬼の悪球打ち         | 田村多津夫 馬嶋満 | 三家本泰美   | 光延博愛 岡部英二 | 川島彰                              |
| 33   | 5月18日        | 恐打雲竜! ドラゴンキルたい       | 田村多津夫 馬嶋満 | 山谷光和     | 光延博愛 岡部英二 | 白土武                              |
| 34   | 5月25日        | 秘密投手? 緒方くん               | 田村多津夫 馬嶋満 | 近藤英輔     | 光延博愛 岡部英二 | 岡迫亘弘                            |
| 35   | 6月1日         | 甲子園かけたプレイボール!        | 田村多津夫 馬嶋満 | 渋市節       | 光延博愛 岡部英二 | 金沢比呂司                          |
| 36   | 6月8日         | 小さな巨人対大きな巨人           | 田村多津夫 馬嶋満 | 樋口雅一     | 光延博愛 岡部英二 | 白土武                              |
| 37   | 6月15日        | なるか! 里中パーフェクト         | 田村多津夫 馬嶋満 | 水沢わたる   | 光延博愛 岡部英二 | 川島彰                              |
| 38   | 6月22日        | 思いはあこがれの甲子園へ         | 田村多津夫 馬嶋満 | 近藤英輔     | 光延博愛 岡部英二 | 木村圭市郎                          |
| 39   | 6月29日        | 大阪通天閣の阪田三吉や           | 田村多津夫 馬嶋満 | 山谷光和     | 光延博愛 岡部英二 | 岡迫亘弘                            |
| 40   | 7月6日         | ああ友情に涙あり                 | 田村多津夫 馬嶋満 | 小華和ためお | 光延博愛 岡部英二 | 金沢比呂司                          |
| 41   | 7月13日        | 明訓ナイン甲子園へレッツゴー     | 田村多津夫 馬嶋満 | 樋口雅一     | 光延博愛 岡部英二 | 白土武                              |
| 42   | 7月20日        | 夏の甲子園! 堂々の入場行進       | 田村多津夫 馬嶋満 | 山崎修二     | 光延博愛 岡部英二 | 川島彰                              |
| 43   | 7月27日        | 打った! 始球式ホームラン         | 田村多津夫 馬嶋満 | 山崎修二     | 光延博愛 岡部英二 | 川島彰                              |
| 44   | 8月3日         | 見たか驚異の通天閣打法           | 田村多津夫 馬嶋満 | 小華和ためお | 光延博愛 岡部英二 | 岡迫亘弘                            |
| 45   | 8月10日        | 殿馬走った! 秘走「運命」         | 田村多津夫 馬嶋満 | 近藤英輔     | 光延博愛 岡部英二 | 金沢比呂司                          |
| 46   | 8月17日        | 準決勝! 里中対土佐丸作戦         | 田村多津夫 馬嶋満 | 山谷光和     | 光延博愛 岡部英二 | 藤原万秀                            |
| 47   | 8月24日        | 危ない里中! 足からすべれ         | 田村多津夫 馬嶋満 | 三家本泰美   | 光延博愛 岡部英二 | 川島彰                              |
| 48   | 8月31日        | 里中! 里中がんばれ! 大コール     | 田村多津夫 馬嶋満 | 山崎修二     | 光延博愛 岡部英二 | 白土武                              |
| 49   | 9月7日         | 延長10回! なるか明訓逆転劇       | 田村多津夫 馬嶋満 | 小華和ためお | 光延博愛 岡部英二 | 金沢比呂司                          |
| 50   | 9月14日        | 雨! 里中復調決勝のマウンドへ     | 田村多津夫 馬嶋満 | 山谷光和     | 光延博愛 岡部英二 | 岡迫亘弘                            |
| 51   | 9月21日        | 決勝戦! 打った幻のホームラン     | 田村多津夫 馬嶋満 | 近藤英輔     | 光延博愛 岡部英二 | 藤原万秀                            |
| 52   | 9月28日        | つかめ真紅の大優勝旗             | 田村多津夫 馬嶋満 | 三家本泰美   | 光延博愛 岡部英二 | 川島彰                              |
| 53   | 10月5日        | ああ! 栄冠に涙あり               | 田村多津夫 馬嶋満 | 白土武       | 光延博愛 岡部英二 | 白土武                              |
| 54   | 10月12日       | 大優勝花のパレードを追っかけろ   | 田村多津夫 馬嶋満 | 光延博愛     | 光延博愛 岡部英二 | 岡迫亘弘                            |
| 55   | 10月19日       | 男岩鬼の大放送!                  | 田村多津夫 馬嶋満 | 石崎すすむ   | 光延博愛 岡部英二 | 福田皖                              |
| 56   | 10月26日       | 明訓狂騒曲「背番号5」            | 田村多津夫 馬嶋満 | 山崎修二     | 光延博愛 岡部英二 | 金沢比呂司                          |
| 57   | 11月2日        | 殿馬作曲秘打「白鳥の湖」         | 田村多津夫 馬嶋満 | 近藤英輔     | 光延博愛 岡部英二 | 川島彰                              |
| 58   | 11月9日        | ほほえみ野球! 三太郎登場         | 田村多津夫 馬嶋満 | 山谷光和     | 光延博愛 岡部英二 | 白土武                              |
| 59   | 11月16日       | 剛球豪打! ふたりのドカベン       | 田村多津夫 馬嶋満 | 山崎修二     | 光延博愛 岡部英二 | 藤原万秀                            |
| 60   | 11月23日       | ピンチ明訓! ピッチャー殿馬       | 田村多津夫 馬嶋満 | 三家本泰美   | 光延博愛 岡部英二 | 金沢比呂司                          |
| 61   | 11月30日       | 出た! DHアベックホーマー         | 田村多津夫 馬嶋満 | 石崎すすむ   | 光延博愛 岡部英二 | 福田皖                              |
| 62   | 12月7日        | 奇跡! 不知火驚異のカムバック     | 田村多津夫 馬嶋満 | 三家本泰美   | 光延博愛 岡部英二 | 岡迫亘弘                            |
| 63   | 12月14日       | リリーフ山田! 一球入魂           | 田村多津夫 馬嶋満 | 近藤英輔     | 光延博愛 岡部英二 | 金沢比呂司                          |
| 64   | 12月21日       | 激投不知火! ひるむな明訓         | 田村多津夫 馬嶋満 | 山谷光和     | 光延博愛 岡部英二 | 白土武                              |
| 65   | 12月28日       | 山田! 準決勝への大アーチ         | 田村多津夫 馬嶋満 | 石崎すすむ   | 光延博愛 岡部英二 | 川島彰                              |
| 66   | 1978年 1月4日  | 遂に出た! 土門投手の剛速球       | 田村多津夫 馬嶋満 | 三家本泰美   | 光延博愛 岡部英二 | 百瀬義行                            |
| 67   | 1月11日        | 秘投ハゲ山の一夜!ずら            | 田村多津夫 馬嶋満 | 石崎すすむ   | 光延博愛 岡部英二 | 藤原万秀                            |
| 68   | 1月18日        | 代打里中! 山田をかえせ!          | 田村多津夫 馬嶋満 | 山谷光和     | 光延博愛 岡部英二 | 岡迫亘弘                            |
| 69   | 1月25日        | 前略!? 土門の捕手はボクです      | 田村多津夫 馬嶋満 | 白土武       | 光延博愛 岡部英二 | 白土武                              |
| 70   | 2月1日         | 決勝! 鉄人土門対小さな巨人       | 田村多津夫 馬嶋満 | 三家本泰美   | 光延博愛 岡部英二 | 百瀬義行                            |
| 71   | 2月8日         | 遠いこの一点! 本塁死守だ!        | 田村多津夫 馬嶋満 | 山崎修二     | 光延博愛 岡部英二 | 岡迫亘弘                            |
| 72   | 2月15日        | 再演! 秘打「白鳥の湖」ずら       | 田村多津夫 馬嶋満 | 光延博愛     | 光延博愛 岡部英二 | 近藤英輔                            |
| 73   | 2月22日        | 痛烈! ピッチャーがえしの片手打ち | 田村多津夫 馬嶋満 | 石崎すすむ   | 光延博愛 岡部英二 | 福田皖                              |
| 74   | 3月1日         | 走れ山田! ホームはそこだ!        | 田村多津夫 馬嶋満 | 山谷光和     | 光延博愛 岡部英二 | 飯村一夫                            |
| 75   | 3月8日         | 最終回! ああ痛恨の大エラー       | 田村多津夫 馬嶋満 | 康村正一     | 光延博愛 岡部英二 | 笠原茂                              |
| 76   | 3月15日        | 二死満塁! たのむぞ三太郎         | 田村多津夫 馬嶋満 | 三家本泰美   | 光延博愛 岡部英二 | 金沢比呂司                          |
| 77   | 3月22日        | 消えた? 深紅の大優勝旗           | 田村多津夫 馬嶋満 | 石崎すすむ   | 光延博愛 岡部英二 | 岡迫亘弘                            |
| 78   | 3月29日        | 挑戦? 影丸背負い投げ投法         | 田村多津夫 馬嶋満 | 山崎修二     | 光延博愛 岡部英二 | 川島彰                              |
| 79   | 4月5日         | 出場辞退!? 嵐の中の土井垣        | 田村多津夫 馬嶋満 | 山谷光和     | 光延博愛 岡部英二 | 飯村一夫                            |
| 80   | 4月12日        | 私には見える! 消えた優勝旗       | 田村多津夫 馬嶋満 | 三家本泰美   | 光延博愛 岡部英二 | 岡迫亘弘                            |
| 81   | 4月19日        | きのうの友はきょうの敵           | 田村多津夫 馬嶋満 | 金沢比呂司   | 光延博愛 岡部英二 | 金沢比呂司                          |
| 82   | 4月26日        | 生涯のライバルだ! 山田太郎       | 田村多津夫 馬嶋満 | 鈴木行       | 光延博愛 岡部英二 | 岡迫亘弘                            |
| 83   | 5月3日         | 賀門さんが犯人!? 脅迫電話        | 田村多津夫 馬嶋満 | 石崎すすむ   | 光延博愛 岡部英二 | 川島彰                              |
| 84   | 5月10日        | センバツへ! 関東大会開幕         | 田村多津夫 馬嶋満 | 三家本泰美   | 光延博愛 岡部英二 | 川島彰                              |
| 85   | 5月17日        | 敵はスタンドにあり!?             | 田村多津夫 馬嶋満 | 石崎すすむ   | 光延博愛 岡部英二 | 百瀬義行                            |
| 86   | 5月24日        | 砲丸投法! 重いその差一点         | 田村多津夫 馬嶋満 | 山谷光和     | 光延博愛 岡部英二 | 野館誠一 谷田部雄次                 |
| 87   | 5月31日        | ゆらぐマウンド! くずれる里中     | 田村多津夫 馬嶋満 | 近藤英輔     | 光延博愛 岡部英二 | 岡迫亘弘                            |
| 88   | 6月14日        | 暴投岩鬼のストライク!?           | 田村多津夫 馬嶋満 | 鈴木行       | 光延博愛 岡部英二 | 川島彰                              |
| 89   | 6月21日        | これぞ殿馬の秘打！「黒田節」     | 田村多津夫 馬嶋満 | 山崎修二     | 光延博愛 岡部英二 | 岡迫亘弘                            |
| 90   | 6月28日        | 「僕は誰だ？」さまよう太郎       | 田村多津夫 馬嶋満 | 原田益次     | 光延博愛 岡部英二 | 岡迫亘弘 野館誠一                   |
| 91   | 7月5日         | 危うし明訓! 山田はいない         | 田村多津夫 馬嶋満 | 石崎すすむ   | 光延博愛 岡部英二 | 川島彰                              |
| 92   | 7月12日        | 返った優勝旗! かえらぬ記憶       | 田村多津夫 馬嶋満 | 山谷光和     | 光延博愛 岡部英二 | 岡迫亘弘                            |
| 93   | 7月19日        | 太郎! 空白の同点スリーラン       | 田村多津夫 馬嶋満 | 石崎すすむ   | 光延博愛 岡部英二 | 野館誠一 谷田部雄次                 |
| 94   | 7月26日        | 激突のフェンス! 記憶をキャッチ   | 田村多津夫 馬嶋満 | 原田益次     | 光延博愛 岡部英二 | 岡迫亘弘                            |
| 95   | 8月2日         | 殿馬! G線上のアリアずら          | 田村多津夫 馬嶋満 | 山崎修二     | 光延博愛 岡部英二 | 岡迫亘弘                            |
| 96   | 8月9日         | 逆転! フォアマン黒い閃光         | 田村多津夫 馬嶋満 | 光延博愛     | 光延博愛 岡部英二 | 野館誠一 谷田部雄次                 |
| 97   | 8月16日        | 岩鬼代走! 再演バックドロップ     | 田村多津夫 馬嶋満 | 石崎すすむ   | 光延博愛 岡部英二 | 野館誠一 谷田部雄次                 |
| 98   | 8月23日        | ほえろっ! 栄光ってなんだ         | 田村多津夫 馬嶋満 | 原田益次     | 光延博愛 岡部英二 | 川島彰                              |
| 99   | 8月30日        | 野球に甦る! 燃える青春           | 田村多津夫 馬嶋満 | 白土武       | 光延博愛 岡部英二 | 山谷光和                            |
| 100  | 9月6日         | スイッチ投手! わび助登場         | 田村多津夫 馬嶋満 | 山谷光和     | 光延博愛 岡部英二 | 山谷光和                            |
| 101  | 9月13日        | 山田封じ! マウンドの仕掛人       | 田村多津夫 馬嶋満 | 石崎すすむ   | 光延博愛 岡部英二 | 野館誠一 谷田部雄次                 |
| 102  | 9月20日        | 主砲凡退! 沈む明訓               | 田村多津夫 馬嶋満 | 原田益次     | 光延博愛 岡部英二 | 岡迫亘弘                            |
| 103  | 9月27日        | 再び会おう! 春の甲子園           | 田村多津夫 馬嶋満 | 石崎すすむ   | 光延博愛 岡部英二 | 野館誠一 谷田部雄次                 |
| 104  | 10月11日       | センバツへ! それぞれの青春       | 田村多津夫 馬嶋満 | 井内秀治     | 光延博愛 岡部英二 | 岡迫亘弘                            |
| 105  | 10月18日       | ドラフト蹴って! 甲子園へGO       | 田村多津夫 馬嶋満 | 鈴木行       | 光延博愛 岡部英二 | 川島彰                              |
| 106  | 10月25日       | 土佐丸兄弟! かくされた牙         | 田村多津夫 馬嶋満 | 原田益次     | 光延博愛 岡部英二 | 岡迫亘弘                            |
| 107  | 11月1日        | 高く響け! 春夏二連覇のマーチ     | 田村多津夫 馬嶋満 | 石崎すすむ   | 石崎すすむ        | 岡迫亘弘                            |
| 108  | 11月08日       | アイパッチ! 底知れぬ土佐丸       | 田村多津夫 馬嶋満 | 蔭山康生     | 原田益次          | 岡迫亘弘                            |
| 109  | 11月15日       | 明訓苦戦! 荒れ狂う甲子園         | 田村多津夫 馬嶋満 | 奥田誠治     | 石崎すすむ        | 岡迫亘弘                            |
| 110  | 11月22日       | 出た! サウスモンスター「中」     | 田村多津夫 馬嶋満 | 和泉洋       | 原田益次          | 岡迫亘弘                            |
| 111  | 11月29日       | 山田対「中」! 二本足のカカシ     | 田村多津夫 馬嶋満 | 奥田誠治     | 石崎すすむ        | 岡迫亘弘                            |
| 112  | 12月6日        | 土井垣作戦! 満塁に敬遠はない!    | 田村多津夫 馬嶋満 | 奥田誠治     | 原田益次          | 岡迫亘弘                            |
| 113  | 12月13日       | 起死回生! 秘打回転木馬ズラ       | 田村多津夫 馬嶋満 | 石崎すすむ   | 石崎すすむ        | 岡迫亘弘                            |
| 114  | 12月20日       | 準決勝! 策士徳川明訓をのむ       | 田村多津夫 馬嶋満 | 原田益次     | 原田益次          | 岡迫亘弘                            |
| 115  | 12月27日       | 敬遠策! 太郎怒りの一撃           | 田村多津夫 馬嶋満 | 石崎すすむ   | 石崎すすむ        | 岡迫亘弘                            |
| 116  | 1979年 1月3日  | 里中負傷! 明訓ピンチ無死満塁     | 田村多津夫 馬嶋満 | 原田益次     | 原田益次          | 岡迫亘弘                            |
| 117  | 1月10日        | 頑張れ里中! 小さな巨人           | 田村多津夫 馬嶋満 | 岡崎邦彦     | 岡崎邦彦          | 岡迫亘弘                            |
| 118  | 1月17日        | 明訓・土佐丸! 再度の決戦         | 田村多津夫 馬嶋満 | 奥田誠治     | 原田益次          | 岡迫亘弘                            |
| 119  | 1月24日        | 里中襲う! 土佐丸野球             | 田村多津夫 馬嶋満 | 石崎すすむ   | 石崎すすむ        | 岡迫亘弘                            |
| 120  | 1月31日        | 腕が伸びる?! 怪奇投手犬神        | 田村多津夫 馬嶋満 | 原田益次     | 原田益次          | 岡迫亘弘                            |
| 121  | 2月7日         | 山田! さとるボールを投げさせろ   | 田村多津夫 馬嶋満 | 岡崎邦彦     | 岡崎邦彦          | 岡迫亘弘                            |
| 122  | 2月14日        | 殺人野球! 里中再起不能か?        | 田村多津夫 馬嶋満 | 奥田誠治     | 石崎すすむ        | 岡迫亘弘 川島彰                     |
| 123  | 2月21日        | 特別代走! 時間よ止まれ           | 田村多津夫 馬嶋満 | 奥田誠治     | 原田益次          | 岡迫亘弘                            |
| 124  | 2月28日        | 不死鳥里中! 再びマウンドへ       | 田村多津夫 馬嶋満 | 福冨博       | 石崎すすむ        | 岡迫亘弘                            |
| 125  | 3月7日         | スーパースター男岩鬼! 一球入魂   | 田村多津夫 馬嶋満 | 岡崎邦彦     | 岡崎邦彦          | 岡迫亘弘 川島彰                     |
| 126  | 3月14日        | 死神ボール! 山田を襲う激痛       | 田村多津夫 馬嶋満 | 原田益次     | 原田益次          | 岡迫亘弘                            |
| 127  | 3月21日        | 見せるぞ! 小さな巨人の心意気     | 田村多津夫 馬嶋満 | 石崎すすむ   | 石崎すすむ        | 岡迫亘弘                            |
| 128  | 3月28日        | 秘執念! 殿馬ファイトの謎         | 田村多津夫 馬嶋満 | 奥田誠治     | 原田益次          | 岡迫亘弘                            |
| 129  | 4月4日         | 春夏連覇の円舞曲! 秘打「別れ」   | 田村多津夫 馬嶋満 | 原田益次     | 原田益次          | 岡迫亘弘                            |
| 130  | 4月11日        | 守れるか! 明訓二本の優勝旗       | 田村多津夫 馬嶋満 | 岡崎邦彦     | 岡崎邦彦          | 岡迫亘弘                            |
| 131  | 4月18日        | 男岩鬼! 我が青春に悔いなし       | 田村多津夫 馬嶋満 | 石崎すすむ   | 石崎すすむ        | 岡迫亘弘                            |
| 132  | 4月25日        | 任侠野球道! 南海権左なんよ       | 田村多津夫 馬嶋満 | 福冨博       | 原田益次          | 岡迫亘弘                            |
| 133  | 5月2日         | 見たか渚! ミットの謎             | 田村多津夫 馬嶋満 | 奥田誠治     | 石崎すすむ        | 岡迫亘弘                            |
| 134  | 5月9日         | 明訓! 傷だらけの春季大会         | 田村多津夫 馬嶋満 | 原田益次     | 原田益次          | 岡迫亘弘 川島彰 福島淳隆 松田あつ子 |
| 135  | 5月16日        | 予選開幕! 打倒明訓の合言葉       | 田村多津夫 馬嶋満 | 岡崎邦彦     | 岡崎邦彦          | 岡迫亘弘                            |
| 136  | 5月23日        | 走れ里中! 栄光のマウンドへ       | 田村多津夫 馬嶋満 | 石崎すすむ   | 石崎すすむ        | 岡迫亘弘                            |
| 137  | 5月30日        | 渚メッタ打ち! 勝負あった!        | 田村多津夫 馬嶋満 | 原田益次     | 原田益次          | 岡迫亘弘 川島彰 尾鷲英俊 内田守     |
| 138  | 6月13日        | 痛い! ドカベン山田大ピンチ       | 田村多津夫 馬嶋満 | 奥田誠治     | 石崎すすむ        | 岡迫亘弘                            |
| 139  | 6月20日        | 男岩鬼! ろれろれ大ホームラン     | 田村多津夫 馬嶋満 | 岡崎邦彦     | 岡崎邦彦          | 岡迫亘弘                            |
| 140  | 7月4日         | ネット裏! 立ち上った小さな巨人   | 田村多津夫 馬嶋満 | 奥田誠治     | 原田益次          | 岡迫亘弘                            |
| 141  | 7月11日        | 不滅! 明訓黄金バッテリー         | 田村多津夫 馬嶋満 | 原田益次     | 原田益次          | 岡迫亘弘                            |
| 142  | 7月18日        | 殿馬帰る! ハイジャックずら!      | 田村多津夫 馬嶋満 | 石崎すすむ   | 石崎すすむ        | 岡迫亘弘                            |
| 143  | 7月25日        | 不知火登板! 殿馬復帰ずら         | 田村多津夫 馬嶋満 | 岡崎邦彦     | 岡崎邦彦          | 岡迫亘弘                            |
| 144  | 8月1日         | 山田封じ? ハエ・ボール!          | 田村多津夫 馬嶋満 | 石崎すすむ   | 石崎すすむ        | 岡迫亘弘                            |
| 145  | 8月15日        | 判定は?! 灼熱のアクシデント      | 田村多津夫 馬嶋満 | 原田益次     | 原田益次          | 岡迫亘弘                            |
| 146  | 8月22日        | 翔んでる! 秘打ハイジャック       | 田村多津夫 馬嶋満 | 原田益次     | 原田益次          | 岡迫亘弘                            |
| 147  | 8月29日        | 不知火散る! 痛恨のルールブック   | 田村多津夫 馬嶋満 | 岡崎邦彦     | 岡崎邦彦          | 岡迫亘弘                            |
| 148  | 9月5日         | 負けて勝つんよ! 念力野球?        | 田村多津夫 馬嶋満 | 石崎すすむ   | 石崎すすむ        | 岡迫亘弘                            |
| 149  | 9月12日        | 悪霊! 吹き荒れる権左旋風         | 田村多津夫 馬嶋満 | 原田益次     | 原田益次          | 岡迫亘弘                            |
| 150  | 9月19日        | 金縛り!? 不動のスラッガー!       | 田村多津夫 馬嶋満 | 石崎すすむ   | 石崎すすむ        | 岡迫亘弘                            |
| 151  | 9月26日        | 谷津決勝ホーマー! ピンチ里中     | 田村多津夫 馬嶋満 | 原田益次     | 原田益次          | 岡迫亘弘                            |
| 152  | 10月10日       | 常勝明訓ついに破る!              | 田村多津夫 馬嶋満 | 石崎すすむ   | 石崎すすむ        | 岡迫亘弘                            |
| 153  | 10月17日       | 鈍足ドカベン! 決死の本盗         | 田村多津夫 馬嶋満 | 原田益次     | 原田益次          | 岡迫亘弘                            |
| 154  | 10月24日       | 甲子園キップ! 岩鬼火山大爆発     | 田村多津夫 馬嶋満 | 近藤英輔     | 石崎すすむ        | 岡迫亘弘                            |
| 155  | 10月31日       | 冥土の使者! 武蔵坊               | 田村多津夫 馬嶋満 | 原田益次     | 原田益次          | 岡迫亘弘                            |
| 156  | 11月7日        | 消えた! 明訓高校ナイン           | 田村多津夫 馬嶋満 | 石崎すすむ   | 石崎すすむ        | 岡迫亘弘                            |
| 157  | 11月14日       | 夏の祭典! 甲子園大会開幕         | 田村多津夫 馬嶋満 | 原田益次     | 原田益次          | 岡迫亘弘                            |
| 158  | 11月21日       | 怪足B・T学園! 謎の鈍行プレイ     | 田村多津夫 馬嶋満 | 石崎すすむ   | 石崎すすむ        | 岡迫亘弘                            |
| 159  | 11月28日       | 爆走ブルートレイン! 逆転特急     | 田村多津夫 馬嶋満 | 原田益次     | 原田益次          | 岡迫亘弘                            |
| 160  | 12月5日        | 弁慶起つ! 予告投球の謎           | 田村多津夫 馬嶋満 | 石崎すすむ   | 石崎すすむ        | 岡迫亘弘                            |
| 161  | 12月12日       | 明訓! 甲子園三連覇へ赤ランプ     | 田村多津夫 馬嶋満 | 原田益次     | 原田益次          | 岡迫亘弘                            |
| 162  | 12月19日       | 明訓敗れるか! どたん場の激突     | 田村多津夫 馬嶋満 | 石崎すすむ   | 石崎すすむ        | 岡迫亘弘                            |
| 163  | 12月26日       | 最終回! ドカベン今日敗れる       | 田村多津夫 馬嶋満 | 原田益次     | 原田益次          | 岡迫亘弘                            |

### 放送局
※放送日時は1979年9月中旬 - 10月上旬時点（西日本放送については1979年2月中旬 - 3月上旬時点）、放送系列は放送当時のものとする。
| 放送地域               | 放送局         | 放送日時           | 放送系列                                     | 備考 |
| ---------------------- | -------------- | ------------------ | -------------------------------------------- | --- |
| 関東広域圏             | フジテレビ     | 水曜 19:00 - 19:30 | フジテレビ系列                               | 制作局 |
| 北海道                 | 北海道文化放送 | 水曜 19:00 - 19:30 | フジテレビ系列                               | |
| 宮城県                 | 仙台放送       | 水曜 19:00 - 19:30 | フジテレビ系列                               | |
| 秋田県                 | 秋田テレビ     | 水曜 19:00 - 19:30 | フジテレビ系列                               | |
| 山形県                 | 山形テレビ     | 水曜 19:00 - 19:30 | フジテレビ系列 テレビ朝日系列                | |
| 長野県                 | 長野放送       | 水曜 19:00 - 19:30 | フジテレビ系列                               | |
| 静岡県                 | テレビ静岡     | 水曜 19:00 - 19:30 | フジテレビ系列                               | |
| 富山県                 | 富山テレビ     | 水曜 19:00 - 19:30 | フジテレビ系列                               | |
| 石川県                 | 石川テレビ     | 水曜 19:00 - 19:30 | フジテレビ系列                               | |
| 福井県                 | 福井テレビ     | 水曜 19:00 - 19:30 | フジテレビ系列                               | |
| 中京広域圏             | 東海テレビ     | 水曜 19:00 - 19:30 | フジテレビ系列                               | |
| 近畿広域圏             | 関西テレビ     | 水曜 19:00 - 19:30 | フジテレビ系列                               | |
| 島根県・鳥取県         | 山陰中央テレビ | 水曜 19:00 - 19:30 | フジテレビ系列                               | |
| 岡山県 →岡山県・香川県 | 岡山放送       | 水曜 19:00 - 19:30 | フジテレビ系列                               | 1979年3月まではテレビ朝日系列とのクロスネット局。 1979年3月（第128話）までの放送エリアは岡山県のみ。 1979年4月の岡山・香川の電波相互乗り入れで香川県にもエリア拡大。 |
| 広島県                 | テレビ新広島   | 水曜 19:00 - 19:30 | フジテレビ系列                               | |
| 愛媛県                 | 愛媛放送       | 水曜 19:00 - 19:30 | フジテレビ系列                               | 現・テレビ愛媛。 |
| 福岡県                 | テレビ西日本   | 水曜 19:00 - 19:30 | フジテレビ系列                               | |
| 佐賀県                 | サガテレビ     | 水曜 19:00 - 19:30 | フジテレビ系列                               | |
| 宮崎県                 | テレビ宮崎     | 水曜 19:00 - 19:30 | フジテレビ系列 日本テレビ系列 テレビ朝日系列 | |
| 沖縄県                 | 沖縄テレビ     | 水曜 19:00 - 19:30 | フジテレビ系列                               | |
| 青森県                 | 青森放送       | 水曜 17:30 - 18:00 | 日本テレビ系列 テレビ朝日系列                | |
| 岩手県                 | テレビ岩手     | 土曜 18:00 - 18:30 | 日本テレビ系列 テレビ朝日系列                | |
| 福島県                 | 福島テレビ     | 土曜 17:00 - 17:30 | TBS系列 フジテレビ系列                       | |
| 山梨県                 | 山梨放送       | 木曜 19:00 - 19:30 | 日本テレビ系列                               | |
| 新潟県                 | 新潟総合テレビ | 金曜 18:30 - 19:00 | フジテレビ系列 日本テレビ系列 テレビ朝日系列 | 現・NST新潟総合テレビ。 |
| 山口県                 | テレビ山口     | 土曜 17:30 - 18:00 | TBS系列 フジテレビ系列                       | 1978年9月まではテレビ朝日系列とのトリプルクロスネット局。 |
| 香川県                 | 西日本放送     | 金曜 18:00 - 18:30 | 日本テレビ系列                               | 当時の放送エリアは香川県のみ。 岡山放送の岡山・香川の電波相互乗り入れまで放映。                                                                                      |
| 高知県                 | 高知放送       | 金曜 17:30 - 18:00 | 日本テレビ系列                               | |
| 長崎県                 | テレビ長崎     | 土曜 18:00 - 18:30 | フジテレビ系列 日本テレビ系列                | |
| 熊本県                 | テレビ熊本     | 水曜 17:25 - 17:55 | フジテレビ系列 日本テレビ系列 テレビ朝日系列 | |
| 大分県                 | テレビ大分     | 金曜 17:30 - 18:00 | フジテレビ系列 日本テレビ系列 テレビ朝日系列 | |
| 鹿児島県               | 南日本放送     | 土曜 17:30 - 18:00 | TBS系列                                      | |

### 補足
当番組終了後、関東地区では1980年7月4日から同年9月26日まで、『翔んだカップル』開始までのつなぎ番組として、毎週金曜の19:00 - 19:30に1話から13話までを再放送したことがあった。
| フジテレビ系列 水曜19:00 - 19:30枠                                    | フジテレビ系列 水曜19:00 - 19:30枠          | フジテレビ系列 水曜19:00 - 19:30枠                                        |
| 前番組                                                                | 番組名                                      | 次番組                                                                    |
| --------------------------------------------------------------------- | ------------------------------------------- | ------------------------------------------------------------------------- |
| アラビアンナイト シンドバットの冒険 （1975年10月1日 - 1976年9月29日） | ドカベン （1976年10月6日 - 1979年12月26日） | メーテルリンクの青い鳥 チルチルミチルの冒険旅行 （1980年1月9日 - 7月9日） |

## 映画作品
いずれも1977年に東映によって公開された。
- ドカベン -カラーまんが[109]。春休み東映まんがまつりにて公開[109]。日本アニメーション＝フジテレビ＝東映製作[109]。21分。
- ドカベン〈甲子園への道〉 - カラーまんが[109]。夏休み東映まんがまつりにて公開。日本アニメーション＝東映製作[109]。20分。
- ドカベン - 実写。下記にて解説

### ドカベン（実写映画）
実写映画版『ドカベン』は、1977年春に公開された日本映画。製作・配給：東映。監督：鈴木則文。カラー、シネマスコープ（2.35:1）、84分。主人公・山田太郎が所属していた柔道部をやめ、野球部に入って猛練習を積むまでが描かれる。封切り時の同時上映作品は『恐竜・怪鳥の伝説』『池沢さとしと世界のスーパーカー』。
原作における鷹丘中学でのエピソードが明訓高校を舞台にしたものに改変されている（野球部主将の長島や柔道部員らが、本作では明訓高校の生徒となっているなど）他は、多くのエピソードが原作漫画に忠実に再現されている。

#### キャスト（実写映画）
順は本作オープニングのタイトルバックに基づく。
- 山田太郎 - 橋本三智弘[111]
- 長島徹 - 永島敏行[111]
- 岩鬼正美 - 高品正広[111][113]
- 朝日奈麗子 - 山本由香利
- 山田サチ子 - 渡辺麻由美
- 影丸隼人 - 清水昭博
- 賀間剛介 - 無双大介
- わびすけ - 中村俊男

- 丹下豪 - 藤本勇次
- 大河内光 - 小松陽太郎
- 佐々木＝目なし - 堤昭夫
- 多淵（大江高校の四番打者） - 清水照夫
- 平手 - 舟久保信之
- 井之頭軍司 - 水島新太郎

- 河村（徳川の前任の監督） - 中田博久
- 剣道部員：高月忠
- 沼田（ボクシング部員） - 城春樹
- 大崎（アメフト部員） - 宮地謙吾
- 目黒＝メガネ - 大蔵晶
- 好美 - 川口裕子
- 岩鬼の母 - 谷本小代子
- 影丸亜希子 - 田辺節子
- 道江 - 遠藤薫

- 白目 - 貝ノ瀬一夫
- 田口和政
- 大泉公孝
- 水島慶司郎
- みどり - 竹内えみ子
- 町子 - 蓮見里美
- 松香由美
- 岩鬼秀彦 - 高野明彦
- 岩鬼清彦 - 森祐介
- 池田（山田入部前の主戦捕手） - 高橋利通

- 山口 - 千葉智彦
- 大丸 - 飯塚仁樹
- 城山 - 勝光徳
- 田所 - 八木徳之
- 賀間幸子 - 小貫千恵子
- 大道寺（花園学院の柔道部員） - 福岡康祐
- 弁造（花園学院の柔道部員） - 渡辺義文
- 麻島（花園学院の柔道部員） - 溜健二
- 釜石（花園学院の柔道部員） - 佐藤昇
- 佐川二郎
- 島本 - 吉沢高明
- 柔道大会の副審：山浦栄
- 徳田雅之
- 柴野 - 高木哲也
- 村尾幸三

- じっちゃん - 吉田義夫
- 亀田（明訓高校の校医） - 南利明[110]
- 野川（山田らの担任教師） - 佐藤蛾次郎[110]
- 岩鬼虎之助（岩鬼の父） - 小松方正
- 夏川夏子 - マッハ文朱
- 徳川家康 - 水島新司[111]
- 殿馬一人 - 川谷拓三[110]

#### スタッフ（実写映画）
- 企画 - 太田浩児
- 原作 - 水島新司（「週刊少年チャンピオン」連載）
- 脚本 - 掛札昌裕
- 撮影 - 出先哲也
- 録音 - 宗方弘好
- 照明 - 川崎保之丞
- 美術 - 藤田博

- 編集 - 田中修
- 助監督 - 森光正
- 記録 - 宮本衣子
- 擬斗 - 日尾孝司
- 柔道指導 - 池内憲二
- スチール - 加藤光男
- 進行主任 - 志村一治

- 装置 - 畠山耕一
- 装飾 - 五十嵐靖治
- 美粧 - 住吉久良蔵
- 美容 - 宮島孝子
- 衣裳 - 福崎精吾
- 演技事務 - 石原啓二
- 現像 - 東映化学

- 音楽 - 菊池俊輔
- 協力 - ナイル野球用品、鷺宮製作所、週刊少年チャンピオン

- 監督 - 鈴木則文

#### 主題歌・挿入歌（実写映画）
テレビアニメ版・アニメ映画版と同じものが用いられた。
「がんばれドカベン」
作詞 - 水島新司、保富康午 / 作曲・編曲 - 菊池俊輔 / 歌 - こおろぎ'73
「ああ青春よいつまでも」
作詞 - 保富康午 / 作曲・編曲 - 菊池俊輔 / 歌 - こおろぎ'73

#### 製作（実写映画）

##### 企画経緯
岡田茂東映社長が1976年11月頃のインタビューで、「ゴールデンウイークは3年連続で（興行）失敗してるので、今度は子供狙いの『恐竜・怪鳥の伝説』で、中高校生を根こそぎにしたろうと思ってるんだ」と、子供を劇場に引き込むべく、『恐竜・怪鳥の伝説』との組み合わせを考慮し、『恐竜・怪鳥の伝説』だけでは、なかなかパブリシティの面でも売りにくいと判断し、前述のテレビアニメが当たっていたことで、当時最高に人気があった『ドカベン』で少年たちを呼び込もうという狙いで企画された。
1977年1月18日に東京プリンスホテルで東映が関係者を集めて年賀パーティを行った席で、正式に『恐竜・怪鳥の伝説』との二本立てと公表された。続いて1977年2月に「興行は4月29日から5月13日までの2週間とし、ターゲットを中学生の大量動員に絞り、1億円の超大型宣伝費を投入し、TVに比重を置いたゴールデンタイムのTV集中スポットなど、新しい思い切ったプランニングを展開する」等と発表された（直前に『池沢さとしと世界のスーパーカー』が追加され、三本立てとなった）。東映がゴールデンウィークに子供番組を掛けるのは初めてだった。
この年東映は、当時の漫画ブームを受け『ドカベン』『空手バカ一代』『ドーベルマン刑事』『こちら葛飾区亀有公園前派出所』『サーキットの狼』と人気漫画を次々に映画化した。またこの年の正月映画で、日本でも大ヒットした『がんばれ!ベアーズ』の影響やアメリカでスポーツ映画が量産されていた関係で、日本の映画各社もスポーツ映画を製作しようという流れがあった。同時期に日活も同じ水島新司原作の『野球狂の詩』の製作を発表し、相乗効果もあり大きな話題を呼んだ。

##### 監督選定、キャスティング
監督はプログラムピクチャーの名手・鈴木則文。当時の鈴木は「トラック野郎シリーズ」を大当たりさせ、深作欣二と共に東映切っての売れっ子社員監督。本作監督のオファーにはじめは逡巡したが、原作が持つ「少年の理想」に打たれ監督を承諾した。鈴木はこの年東映の正月、ゴールデンウイーク、お盆作品の全てを担う快挙だった。鈴木は「映画でできないものはない」が自身の信念。「撮影はスタッフもみんな楽しんでたよ」と話している。
全国公募は2700人で、この中にはプロレスラーや、警察官、自衛官の他、日本ハムの現役プロ野球選手らが含まれていた。東映でこれを90人に絞り、1977年2月6日、東京練馬東大泉の東映東京撮影所（以下、東映東京）で、ドカベンこと山田太郎、岩鬼正美、長島徹役3人の主役オーディションが行われ、書類選考をパスしたそれぞれ30人ずつの計90人が参加した。審査委員は水島新司、鈴木則文監督、幸田清東映東京所長と、水島新司の息子を含むファン代表3人。イメージテストや柔道と野球の実技テストがあり、終了後、審査員間で長い時間をかけて話し合いが行われ、この日、ドカベンこと山田太郎役の橋本三智弘、岩鬼正美役の 高品正広が決まった。合格者の賞金はなし。橋本は当時日大高校の1年で、実際に野球部に所属し、ポジションもキャッチャーであだ名もドカベンだった。身長162センチ、体重80キロ。当時の文献にはアマ規定により、野球部は辞めなければならないと書かれている。高品は東映演技研修所に通うプロの役者であるが、当時の文献にはズブの素人で建築手伝いと書かれている。身長185センチ、体重73キロ。長島徹役の永島敏行の3人は、原作そっくりに再現された。オーディションの模様を取材した1977年2月の文献では、長島徹役はこの日は決まらなかったと書かれており、永島敏行の名前も記事にない。
ドカベン役の橋本三智弘は役者がやりたいのではなく、「ドカベンのファンでドカベンをやりたいから」と応募して来た。
長島徹を演じた永島敏行は専修大学の準硬式野球部に所属していた学生であり、父親が本人に無断で応募したオーディションによって俳優デビューした。「映画が大好きな父親が自分の夢を僕に託したような気がする」と話している。永島は東映のスタッフの誰かに毎晩酒を飲みに連れて行かれ、とっかえひっかえ「お前は役者をやめた方がいい」と芝居のヘタさを貶され、全員に言われて腹が立ち、「クソ～このまま引き下がれるものか。見返してやる」という気持ちになり、『サード』のオーディションを受けに行ったと話している。永島は春日太一とのインタビューの中で、ラッシュフィルムを見た際、二度と見たくないくらい自分の演技が下手だと感じたと振り返る一方、「（鈴木）則文さんはその下手さを逆に狙ったのかもしれません。僕は真剣にやればやるほど下手になるところがあるんで。」とも話している。
岩鬼役の高品正広は、鈴木監督が「主役は素人でもいいが脇役はプロの役者が欲しい」という意向で抜擢された。殿馬役の川谷拓三も同じ理由での抜擢。
オーディション時の記事で東映宣伝部が「ドカベンチームを作って、少年チームあたりを相手にして試合度胸をつけるつもりです。勿論、最終的に狙うのは水原勇気がマウンドに立つ東京メッツです」等と話していることから、最初から野球メインで構想されていたものと考えられる。
書店の娘で学校のマドンナを演じる山本由香利は、東映の専属女優で、1970年代半ばから他社が成功していたヤング路線、青春映画に触発され、東映も山本を売り出す計画があったが、東映は伝統的に清純派女優を活かす映画製作が得意でなく、東映では山本を売り出すことは出来なかった。

##### 撮影
ドカベンたちの通う明訓高校は神奈川県にあるという設定だが、神奈川県内でのロケーション撮影は横浜マリンタワーが映る10秒程度で、大半の撮影は東京都練馬区の東映東京撮影所で行われた。
- 岩鬼がコカ・コーラの大きな看板前で、花園学院柔道部主将・影丸（清水昭博）と決闘するシーンは、鈴木監督が東京撮影所の近くと話している[125]。「モルタルの庶民の建売住宅が目障りで、美術に「あれ隠せ」と指示したら、美術があの看板を作って来た」という。また、タイアップではなかったが、一応使用の許可を日本コカ・コーラに伝えたら、コカ・コーラが何ダースもコーラを差し入れして来てくれ、皆で飲みながら撮影したとも鈴木は話している[125]（作中では、マッハ文朱演じる夏子が常に缶のコカ・コーラを飲んでいる）。
- 冒頭の書店前に飾られた漫画『ドカベン』の看板から実写のドカベンが抜け出るシーン[115][129][130]は、東京・豊島区雑司が谷鬼子母神表参道入口の店舗建物前（当時）で撮影された[注 3]。
- 山田畳店、岩鬼の家、学校の教室、柔道部部室、医院診察室、柔道試合会場などは撮影所内のセット、屋上や中庭、校舎裏などは同撮影所の敷地と見られる[独自研究?]。
- ラストに流れる実際の全国高校野球甲子園大会の映像は、近い映像は貸してくれず、あちこち手を回して借りてきた古い1960年の第42回夏の甲子園全国大会の映像という[125]。
- 冒頭で書店に来るシーンおよび、神社の境内で野球ごっこをするシーンで、実際のプロ球団に準拠したデザインの野球帽や野球ユニフォームを着用した少年たちが登場する。この内2人は南海ホークスの背番号1と17を付けたユニフォームを着ている（当時の南海の1番は桜井、17番は江夏）。他の2人はクラウンライターライオンズと中日ドラゴンズ、神社のシーンから加わる1人は阪急ブレーブスの野球帽をかぶっている。この時代にアトランダムに選んだ東京近辺の子供たちがこのような野球帽やユニフォームを着ている構成は考えにくく、本作に野球部監督としても出演する原作者水島新司がパリーグファンのために忖度したと見られる。

#### 評価（実写映画）
- 鈴木監督はインタビューで「子どもの夢を壊したくないという明確な意図のもと実写で漫画を表現することを徹底した」と話している[115][125]。
- ライターのモルモット吉田はリアルサウンドに寄せた別作品のレビュー記事で本作に触れ、本作を「跳ね上がった内容を持つ漫画の実写化の成功例」とみている[131]。
- 伴ジャクソンも「『実写をマンガに寄せる』アプローチは数々の奇跡を生み出し『ドカベン』ではアヴァンタイトルで『漫画のキャラが看板から抜け出す』という『カイロの紫のバラ』よりも早い二次元キャラの実体化を描写。『誰が何と言っても、こいつが山田太郎です！』と観客に有無を言わせない画期的な演出が素晴らし過ぎる」と評価している[130]。
- 磯田勉は「鈴木則文の演出は漫画そのまんまのテイストを映画に持ち込み、紙の上に描かれたキャラクターや表現を生身の俳優を使ってフィルムに再現しようとする過激な試み。痛快なまでの実験精神は成功し、『伊賀野カバ丸』などの80年代の漫画原作映画に引き継がれた」と評している[120]。
- 春日太一は「週刊文春」2018年8月2日号の中で、殿馬一人役の川谷拓三が原作における殿馬の軽やかなイメージからかけ離れているとしつつも、佐藤蛾次郎演じる外国かぶれの教師・野川や、南利明演じるいい加減な医者・亀田をはじめとする喜劇的に脚色されたキャラクターたちの織り成すギャグを通じて、監督の鈴木則文が本作を軽いコメディとしてとらえていたと分析し、殿馬の違和感も狙ったものではないかと推測している[110]。

#### 続編構想（実写映画）
脚本の掛札昌裕は「続編のシナリオは出来ていたんです。続編で本格的に野球映画になる予定でした」、「岡田社長や天尾完次プロデューサーは、アニメを使って、ホントにアニメの動きをしたりギャグっぽいのが好きでなく、『こんな滑ったり転んだりはやめろ』とよく注意された」などと述べている。
鈴木監督は「続編をやるつもりだった。結構当たったんだけどな。ただ、同時上映の『恐竜・怪鳥の伝説』が……。俺は愛情持って『ドカベン』を撮ってるんだから、俺が必ずやると言ったら企画も通ったと思う」等と述べている。

#### ネット配信（実写映画）
YouTubeの東映公式チャンネル「東映シアターオンライン」（旧「toei xstream theater」が2022年10月21日よりリニューアル）の第1回配信作品として、2022年10月21日21:00から同年11月4日20:59まで期間限定無料配信が行われた。

### 全般

「水島新司マンガストリート」に設置された山田太郎の像

## 関連項目

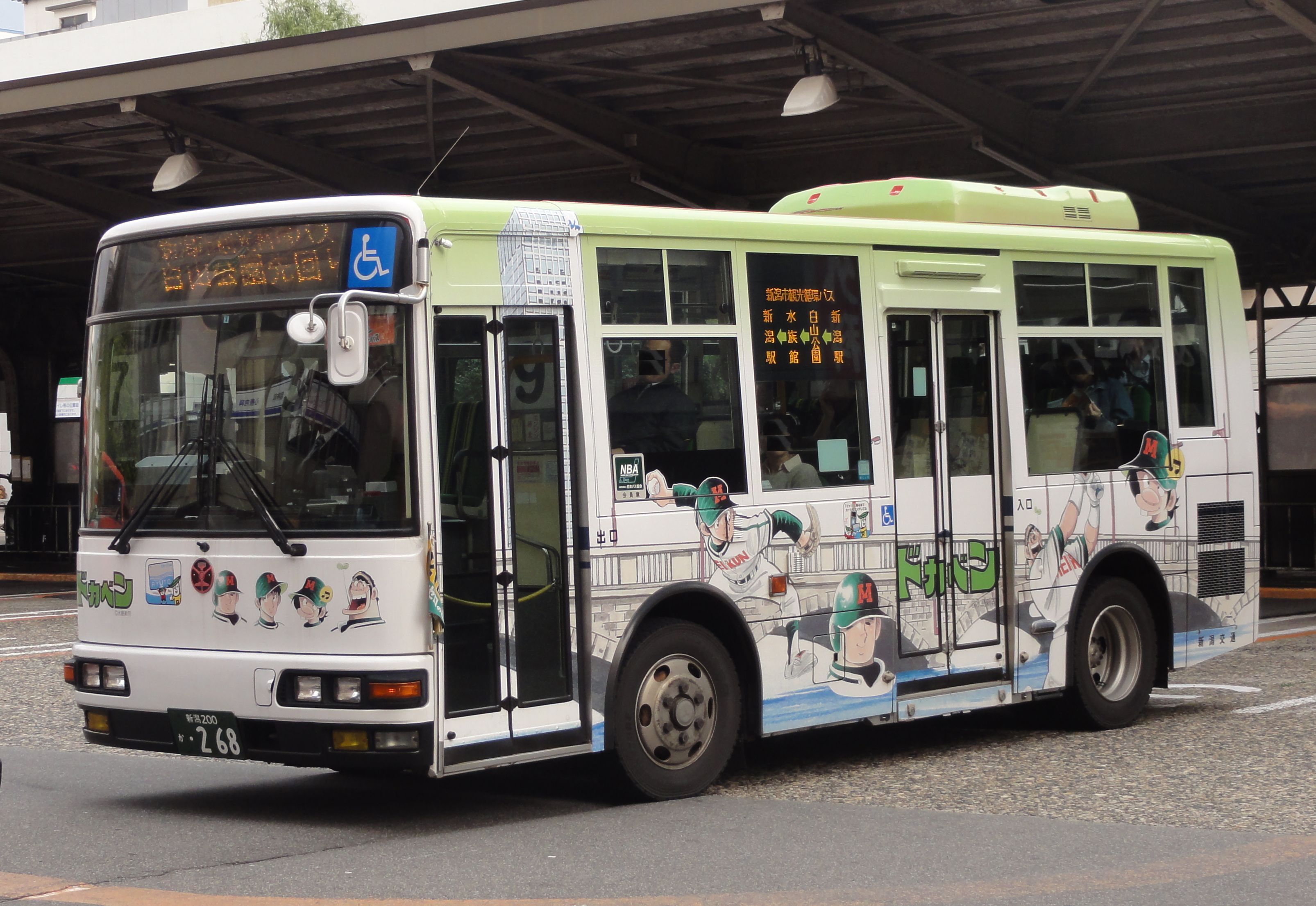
新潟交通の新潟市観光循環バスのラッピング車両